# Juillacq
Pour les articles homonymes, voir Juillacq.
Juillacq est une ancienne commune française du département des Pyrénées-Atlantiques. En 1842, la commune fusionne avec Maspie-Lalonquère pour former la nouvelle commune de Maspie-Lalonquère-Juillacq.

## Géographie
Juillacq est un village du Vic-Bilh, située au nord-est du département et de Pau.

## Toponymie
Le toponyme Juillacq apparaît sous les formes 
Jullac et Saint-Pierre de Julhac (respectivement XIIe siècle et 1227, d'après Pierre de Marca), 
Jullaq (1777, terrier de Gerderest) et 
Juillac (1863, dictionnaire topographique Béarn-Pays basque).

## Histoire
Paul Raymond note qu'en 1385 Juillacq comptait vingt-trois feux et dépendait du bailliage de Lembeye. Il y avait à Juillacq une abbaye laïque, vassale de la vicomté de Béarn.

## Démographie
| 1793 | 1800 | 1806 | 1821 | 1831 | 1836 |
| ---- | ---- | ---- | ---- | ---- | ---- |
| 204  | 196  | 202  | 213  | 263  | 240  |

## Culture locale et patrimoine

### Patrimoine civil
La maison, dite château, à Juillacq, date du XVIe siècle. On y trouve une girouette du XVIIIe siècle inscrite à l'Inventaire général du patrimoine culturel.
Le village présente un ensemble de maisons et de fermes des XVIIe, XVIIIe et XIXe siècles. L'une des demeures du lieu-dit Coume possède une peinture monumentale de la fin du XIXe siècle représentant Pau et ses environs.

### Patrimoine religieux
L'église Saint-Jean-Baptiste date du XVIe siècle. Elle recèle du mobilier inscrits à l'inventaire général du patrimoine culturel. 

## Pour approfondir